# 水甫管鼻蝠
水甫管鼻蝠（学名：Murina shuipuensis），一种分布于中国南方的蝙蝠，隶属于蝙蝠科管鼻蝠属。模式产地为贵州省荔波县水甫村。

## 形态特征
水甫管鼻蝠前臂长30.51～34.62毫米，颅全长15.56～16.47毫米。背毛毛基暗灰色，中部浅黄色，毛尖黑色；腹部橘黄色，毛基灰白色，毛尖浅黄至橘黄色。翼膜延至第一趾基部。